# U 536
U 536 war ein deutsches U-Boot vom Typ IX C, das von der deutschen Kriegsmarine im U-Boot-Krieg während des Zweiten Weltkrieges im West- und Mittelatlantik eingesetzt wurde.

## Bau und Technische Daten
Die Deutsche Werft AG in Hamburg-Finkenwerder galt bei Kriegsbeginn als eine der modernsten deutschen Werften und wurde ausschließlich mit dem Bau der Boote vom „großen“ Typ IX C beauftragt. Ein U-Boot dieser Klasse war 78,9 m lang und verdrängte 1120 m³ Wasser. Zwei 2200 PS-starke Diesel gewährleisteten eine Überwassergeschwindigkeit von maximal 18,3 kn, das entspricht 33,9 km/h. Bei Unterwasserfahrt ermöglichten die zwei Elektromotoren eine Geschwindigkeit von 7,3 kn, das sind 13,5 km/h. Der Typ IX C hatte vier Bug- sowie zwei Heck-Torpedorohre und führte 22 Torpedos mit sich. Die Deutsche Werft AG baute, auch unter dem Einsatz von Zwangsarbeitern, 24 Boote dieses Typs. U 516 gehörte zum fünften Bauauftrag, der an diese Werft erging.
Wie die meisten deutschen U-Boote seiner Zeit führte auch U 536 ein bootsspezifisches Zeichen am Turm. Es handelte sich um ein Wappenschild, auf dem ein Besen zu sehen war, der ein Schiff unter Wasser drückt, bzw. vom Wasser fegt.

## Geschichte
U 536 wurde am 13. Januar 1943 der 4. U-Flottille unterstellt und in Stettin stationiert. In dieser Zeit unternahm Kommandant Schauenburg mit dem Boot Ausbildungsfahrten in der Ostsee zum Einfahren des Bootes und zum Training der Besatzung. Am 1. Juni 1943 wurde das Boot der 10. U-Flottille zugeteilt, die im nordfranzösischen Atlantikhafen Lorient stationiert war.

### Unternehmungen
Am 1. Juni 1943 lief Schauenburg mit seinem Boot von Kiel aus zur ersten Unternehmung von U 536 aus. Das Boot patrouillierte im Mittelatlantik. Durch verbesserte und ausgeweitete Überwachung des Atlantiks durch alliierte Luft- und Seestreitkräfte gelang es, die U-Tanker, die sogenannten „Milchkühe“ aufzuspüren und zu zerstören. Dies erschwerte die Operationen der U-Bootwaffe, insbesondere der kleineren Boote vom Typ VII C, die die Hauptlast der Atlantikschlacht trugen. Um die aktuellen Verluste abzufedern, wurde U 536 angewiesen, seinen Treibstoff an den verbliebenen U-Tanker U 488 abzugeben. Eine gleichlautende Anweisung erging an U 170 und U 535. Mit dem Treibstoff, den U 488 von den drei IX C-Booten erhielt, konnten zehn VII C-Boote versorgt werden. U 536, U 535 und U 170 traten ihrerseits gemeinsam die Rückreise nach Lorient an. Bei der Durchquerung der Biscaya wurden die drei Boote von britischen Luftstreitkräften angegriffen, wobei U 535 sank und U 536 beschädigt wurde.  Das Boot lief am 9. Juli in Lorient ein. Von hier aus brach U 536 am 29. August zu seiner nächsten Unternehmung auf.

#### Unternehmen Kiebitz
Die zweite Unternehmung des Bootes beinhaltete die Aussicht auf einen Geheimauftrag – für diesen hatte U 536 vor dem Auslaufen in Lorient ein motorgetriebenes Schlauchboot an Bord genommen. Auf dem Atlantik offenbarte Schauenburg seiner Besatzung den Grund dafür: Es  sollten einige kriegsgefangene U-Bootoffiziere – unter anderem Otto Kretschmer – von der nordamerikanischen Ostküste abgeholt werden, die einen Ausbruchsversuch aus dem Kriegsgefangenenlager Bowmanville geplant hatten. Ursprünglich war U 669 für die Abholung der Flüchtigen ausersehen gewesen, aber dieses Boot hatte sich nach dem Auslaufen nicht mehr gemeldet. Somit ging die Aufgabe an U 536. Der Plan trug den Decknamen Unternehmen Kiebitz und war zwischen den Gefangenen und der Marineleitung über verschlüsselte Botschaften abgesprochen worden, die im sogenannten "Irland-Code" verfasst worden waren, der auf Morsezeichen und Buchstabentausch beruhte. Es war allerdings dem kanadischen Marinegeheimdienst gelungen, die Botschaften zu entschlüsseln, sowie bei der Durchsicht einiger aus Deutschland zugesandten Bücher Kartenmaterial zwischen Buchdeckel und Einband sicherzustellen. Somit war die kanadische Marine nicht nur über Kretschmers Planungen, sondern auch  über Zeit und Ort des Eintreffens von U 536 informiert und versuchte, dem Boot eine Falle zu stellen. Das Boot erreichte den Sankt-Lorenz-Strom am 16. September und begann im vereinbarten Gebiet vor Pointe de Maisonnette zu kreuzen, auf der Suche nach Lichtsignalen von Kretschmers Gruppe. Doch ein Zusammentreffen misslang aus mehreren Gründen. Zum einen konnte Schauenburg nicht uneingeschränkt in dem Seegebiet patrouillieren, denn er hatte die dort positionierten kanadischen Kriegsschiffe entdeckt, die dort in Erwartung des Auftauchens von U 536 positioniert worden waren, zum anderen gelang es den deutschen Offizieren nicht, zum verabredeten Zeitpunkt zu flüchten. Am 27. September erkannte Schauenburg schließlich, dass er durch kanadische Seestreitkräfte –  an die zehn an der Zahl – quasi in der Chaleur-Bucht abgeriegelt war. Es gelang ihm innerhalb der nächsten Tage, aus dem Seegebiet zu entkommen. Als Reaktion auf die Meldung, dass "Kiebitz" gescheitert sei, bekam Schauenburg den Befehl, in den Atlantik zurückzukehren und gegnerische Schiffe anzugreifen.

## Versenkung

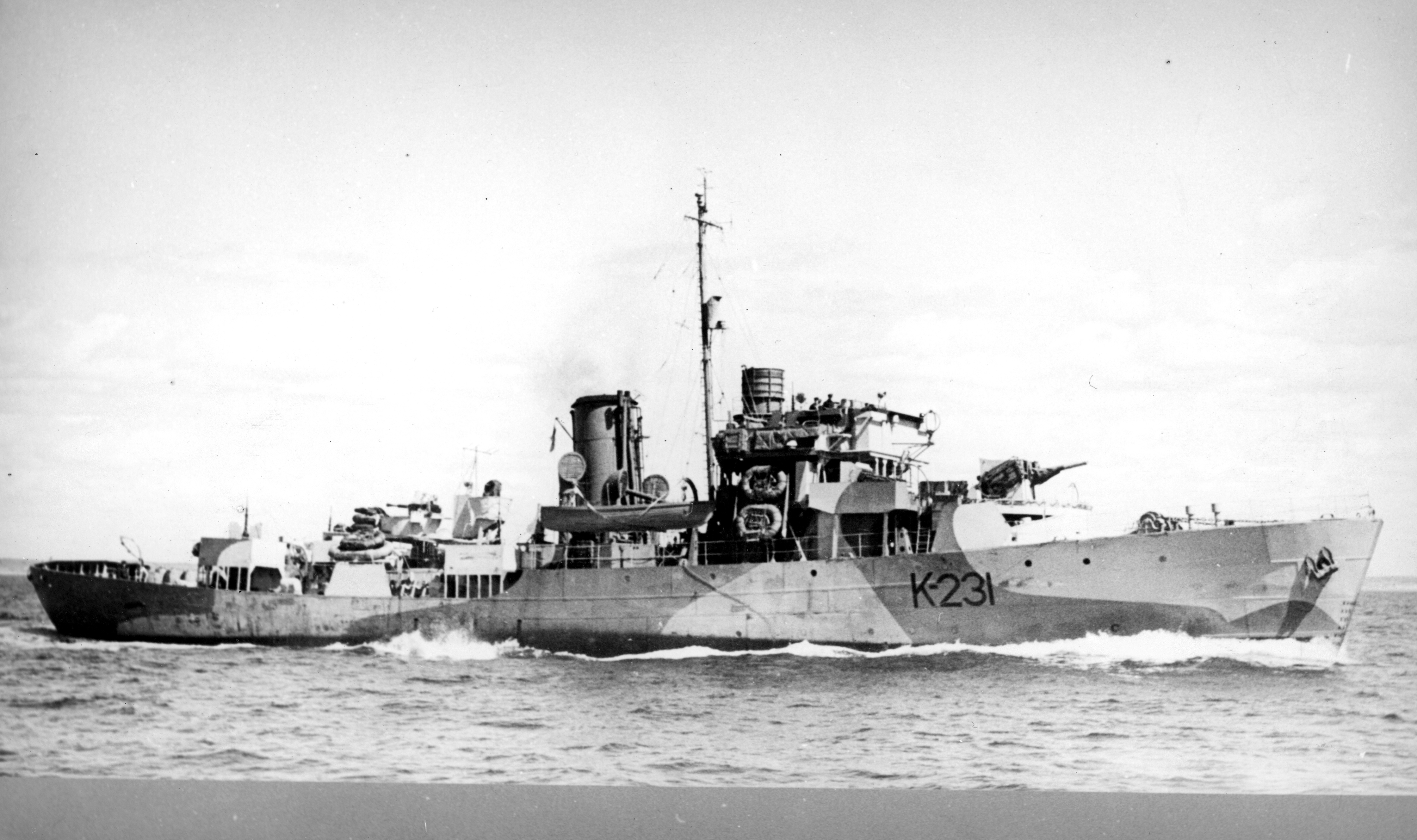
Die HMCS Calgary war an der Versenkung von U 536 beteiligt

Am 20. November 1943 wurde das Boot nordöstlich der Azoren durch die britische Fregatte HMS Nene und die kanadischen Geleitschiffe HMCS Snowberry und HMCS Calgary versenkt. Die kanadischen Geleitschiffe hatten am 19. November 1943 den Schutz zweier Konvois übernommen, die von Afrika nach Großbritannien fuhren. Am Abend desselben Tages wurden deutsche U-Boote entdeckt, die sich daran machten, die Geleitzüge SL 139 und MKS 30 anzugreifen. Es handelte sich um fast 30 deutsche U-Boote, die allerdings aufgrund der Schutzmaßnahmen keine Gelegenheit für erfolgreiche Angriffe bekamen. Im Kampf mit den Geleitschiffen konnte lediglich eine Sloop beschädigt werden, während sechs U-Boote versenkt wurden – eines davon U 536.
U 536 wurde durch zwei Geleitschiffe, die Snowberry und die Calgary, aufgespürt und mit Wasserbomben angegriffen, konnte sich aber der Verfolgung durch Abtauchen in eine Tiefe von 150 m zunächst entziehen. Durch den Angriff der beiden kanadischen Kriegsschiffe war allerdings die Ansteuerung der Trimmzellen von U 536 beschädigt worden, so dass sich Kommandant Schauenburg zum Auftauchen entschloss. Als das U-Boot an die Oberfläche kam, wurde es von der britische Fregatte HMS Nene unter so starkes und nachhaltiges Artilleriefeuer genommen, dass es fast völlig zerstört wurde und sank. Da zuvor die Angriffe der Snowberrry und der Calgary jedoch die eigentliche Ursache des Untergangs von U 536 waren, wurde die Versenkung den kanadischen Schiffen zugesprochen.

### Schicksal der Überlebenden
Es handelte sich damit um das erste U-Boot im Zweiten Weltkrieg, das durch eine kanadische Sicherungsgruppe versenkt wurde. In Folge der Versenkung und insbesondere des konzentrierten Beschusses des sinkenden Bootes kamen 38 Besatzungsmitglieder ums Leben, 17 Mann, darunter Kommandant Schauenburg, wurden gerettet und kamen in Kriegsgefangenschaft. Die Überlebenden wurden an Bord der Snowberry nach Plymouth gebracht. Schauenburg und der Erster Offizier von Bartenwerffer wurden in London in Einzelhaft genommen und verhört. Dann wurden sie zunächst nach Nordengland, und schließlich – wegen der schlechten Versorgungslage im Vereinigten Königreich war es schwierig, die Kriegsgefangenen adäquat zu versorgen – nach Kanada überführt. Dort wurden sie zunächst im Lager Grand Ligne bei Montreal interniert und kamen dann in ein Gefangenenlager, das zwischen Banff und Calgary in den Rocky Mountains eingerichtet worden war. Hier trafen die überlebenden Offiziere von U 536 auf Otto Kretschmer und seine Mitgefangenen, die man inzwischen aus Sicherheitsgründen aus Bowmanville verlegt hatte.